# گاستون آلانکور
گاستون آلانکور (فرانسوی: Gaston Alancourt‎; ۱۰ فوریهٔ ۱۸۸۸ – ۴ نوامبر ۱۹۶۴) دوچرخه‌سوار اهل فرانسه بود.